# Werner Herzog filme Lotte Eisner
Werner Herzog filme Lotte Eisner è un breve segmento documentario girato nel 1982 dal regista Werner Herzog per una serie TV prodotta da Cinéma Cinémas. Si tratta di un raro documento filmico in cui appare la critica cinematografica tedesca Lotte Eisner intervistata dal regista.

## Il cinema e la cultura tedesca
Lotte Eisner per Werner Herzog è l'ultima "coscienza universale" del cinema perché ha vissuto tutta la storia del cinema ed è stata l'amica di tutti coloro che vi parteciparono: Méliès, Sergej Michajlovič Ėjzenštejn, Chaplin, Fritz Lang, Murnau e tanti altri.
L'altro aspetto riguarda la cultura tedesca. All'epoca della barbarie nazista Lotte Eisner dovette fuggire.
Ebbe luogo la rottura della legittima cultura tedesca. Seguirono venti anni senza cinema tedesco.
Nel 1982, all'epoca del filmato, in Germania c'è una nuova cultura filmica, il Nuovo cinema tedesco: Lotte Eisner è una figura di raccordo con gli anni venti, garantisce una legittimità da cui trarre forza e ricostruire una continuità che si era interrotta.

## Citazione poetica
Lotte Eisner confessa di avere, anche nell'epoca hitleriana, pensato spesso al poema di Heinrich Heine, "Allo straniero" (In der Fremde) : 
(Heinrich Heine)

## Vicende personali
Nel 1974 Lotte Eisner fu molto malata. Werner Herzog percorse, quasi per un voto laico, tutta la strada da Monaco a Parigi a piedi, in pieno inverno. E quando arrivò l'amica era fuori pericolo. Il diario di questa straordinaria esperienza fu pubblicato col titolo Sentieri nel ghiaccio.

## Pubblicazioni
- L'écran démoniaque. Les influences de Max Reinhart et de l'Expressionnisme, André Bonne, Paris 1952, tradotto in Italia da Martine Schruoffeneger col titolo Lo schermo demoniaco, prefazione di Gian Piero Brunetta Editori Riuniti, Roma 1983. ISBN 88-359-2639-4
- F. W. Murnau, Paris, Losfeld, Le Terrain Vague, 1964 prima edizione e 1967, edizione ampliata e definitiva, tradotto in Italia da Roberto Menin con il titolo Murnau. Vita e opere di un genio del cinema tedesco, Alet Edizioni, 2010. ISBN 978-88-7520-125-8
- Fritz Lang, Secker & Warburg, Londra 1976 ISBN 0436142325, tradotto in Italia da Margaret Kunzle e Graziella Controzzi e pubblicato da Mazzotta, Milano 1978. ISBN 88-202-0237-9